# Para:dies
Para:dies ist ein österreichischer Spielfilm von Elena Wolff aus dem Jahr 2022. In der Dreiecksgeschichte begleitet eine junge Dokumentarfilmerin (dargestellt von Melanie Sidhu) ein gleichaltriges lesbisches Paar (Julia Windischbauer und Elena Wolff). Während des Filmdrehs werden unausgesprochene Differenzen zwischen dem Liebespaar deutlich und es entstehen Spannungen, als sich eine Dreiecksbeziehung anzudeuten beginnt. 
Wolffs Spielfilmdebüt wurde im Jahr 2022 in den Wettbewerb des 43. Filmfestivals Max Ophüls Preis eingeladen.

## Handlung
Amira arbeitet gemeinsam mit Jasmin und Lee an einem Dokumentarfilm in der ländlichen Umgebung von Anif bei Salzburg. Die Darstellung soll auf Gegenseitigkeit beruhen. Während Amira als Regisseurin hinter der Kamera agiert, filmt sie das lesbische Paar und führt täglich Gespräche mit den beiden Frauen. Jasmin neigt dazu, die Beziehung zu inszenieren, während sich Lee vor allem selbst präsentiert. Schon bald werden in den Interviews unausgesprochene Differenzen zwischen dem Paar deutlich. Lee sehnt sich danach, das Landleben hinter sich zu lassen und nach Salzburg zu ziehen. Jasmin fühlt sich in der ländlichen Umgebung wohl. Lees Versuche, Jasmin von einem Umzug zu überzeugen, sind nicht von Erfolg gekrönt.
Während des Drehs kommen sich Jasmin und Amira einander näher. Durch die Anwesenheit der Dokumentarfilmerin kommt immer mehr Verborgenes zu Tage und die wachsende Spannung zwischen den dreien erreicht ihren unvermeidlichen Höhepunkt.

## Entstehungsgeschichte
Für die freischaffende Kabarettistin, Schauspielerin und Filmemacherin Elena Wolff ist Para:dies nach zwei realisierten Kurzfilmen ihr Spielfilmdebüt. Seit 2018 arbeitet sie an Filmprojekten mit der Schauspielerin, Editorin und Fotografin Julia Windischbauer zusammen. Wiederkehrende Themen sind unter anderem Selbstfindung, Identität und Selbstverständnis sowie Schönheit, Beziehung und Trauer.
Wolff, die auch das Drehbuch schrieb, gab an mit der von ihr interpretierten Figur den ersten „nicht-binären Charakter in der österreichischen Filmlandschaft“ geschaffen zu haben. Lee stelle „Geschlechterstereotype, vergeschlechtliche Wahrnehmungsmuster und toxische Männlichkeit in Frage“. Der Film selbst befasse sich mit den Themen „Heimat und Fremde, Intersektionen zwischen Trauma und Beziehung“. Auch werfe Para:dies „einen satirischen Blick auf eine Generation, in der Selbstdarstellungszwang in Selbstausbeutung und -auslöschung“ übergehe. Wolff habe „die Dynamik zwischen ‚narcissist‘ und ‚narcissist enabler‘“ sowie queere und lesbische Selbstfindung und -akzeptanz interessiert.
Die Regisseurin gab an, dass sie aus einer bewusst künstlerischen Entscheidung heraus für die Besetzung und Filmcrew vorwiegend weibliche bzw. nicht-binäre und/oder queere Personen verpflichtet habe. Diese sollten bei Para:dies 80 Prozent umfassen. Damit wollte Wolff „dem queeren Narrativ die notwendige Sorgfalt und Lebenserfahrung“ entgegenbringen. Auch ließ sie beim Filmdreh viele Szenen improvisieren und wollte damit eine Dokumentarfilm-typische Unmittelbarkeit erreichen.

## Veröffentlichung und Rezeption
Para:dies wurde am 17. Januar 2022 beim Filmfestival Max Ophüls Preis uraufgeführt.
Tobias Keßler (Saarbrücker Zeitung) nannte das Spielfilmdebüt von Elena Wolff bemerkenswert, auch wenn sich die ersten 57 Minuten über weite Strecken „wirklich zäh“ anfühlen würden. Erst wenn die Figur der Amira ihren Platz hinter der Kamera verlasse, entstehe ein anderer Film und Spannung.

## Auszeichnungen
Im Rahmen des Filmfestivals Max Ophüls Preis 2022 erhielt Para:dies eine Einladung in den Spielfilmwettbewerb. Hauptdarstellerin Julia Windischbauer gewann den Max Ophüls Preis in der Kategorie „Bester Schauspielnachwuchs“.